# Bolo de carimã

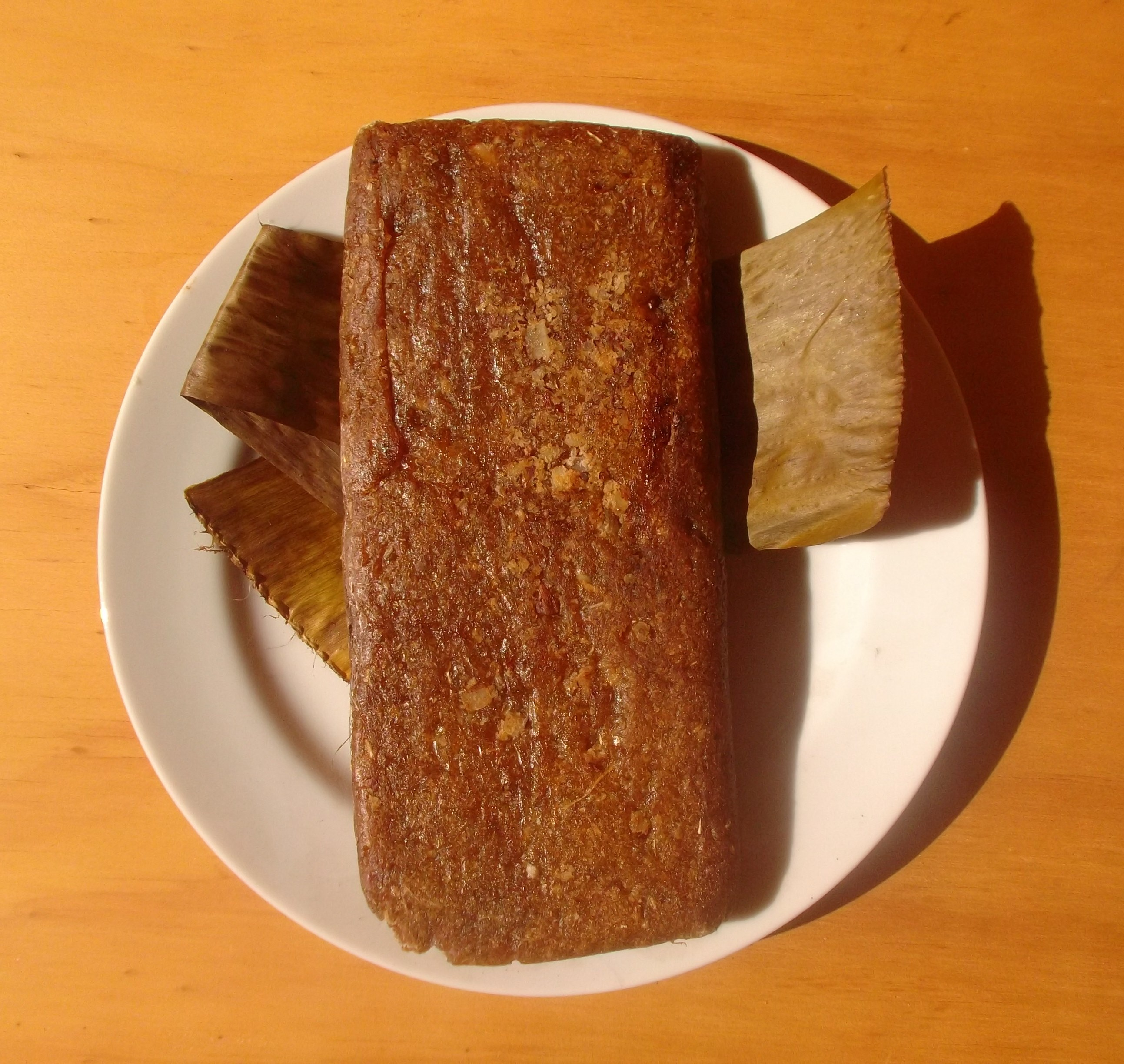
Bolo de carimã (ou bolo de puba) com babaçu

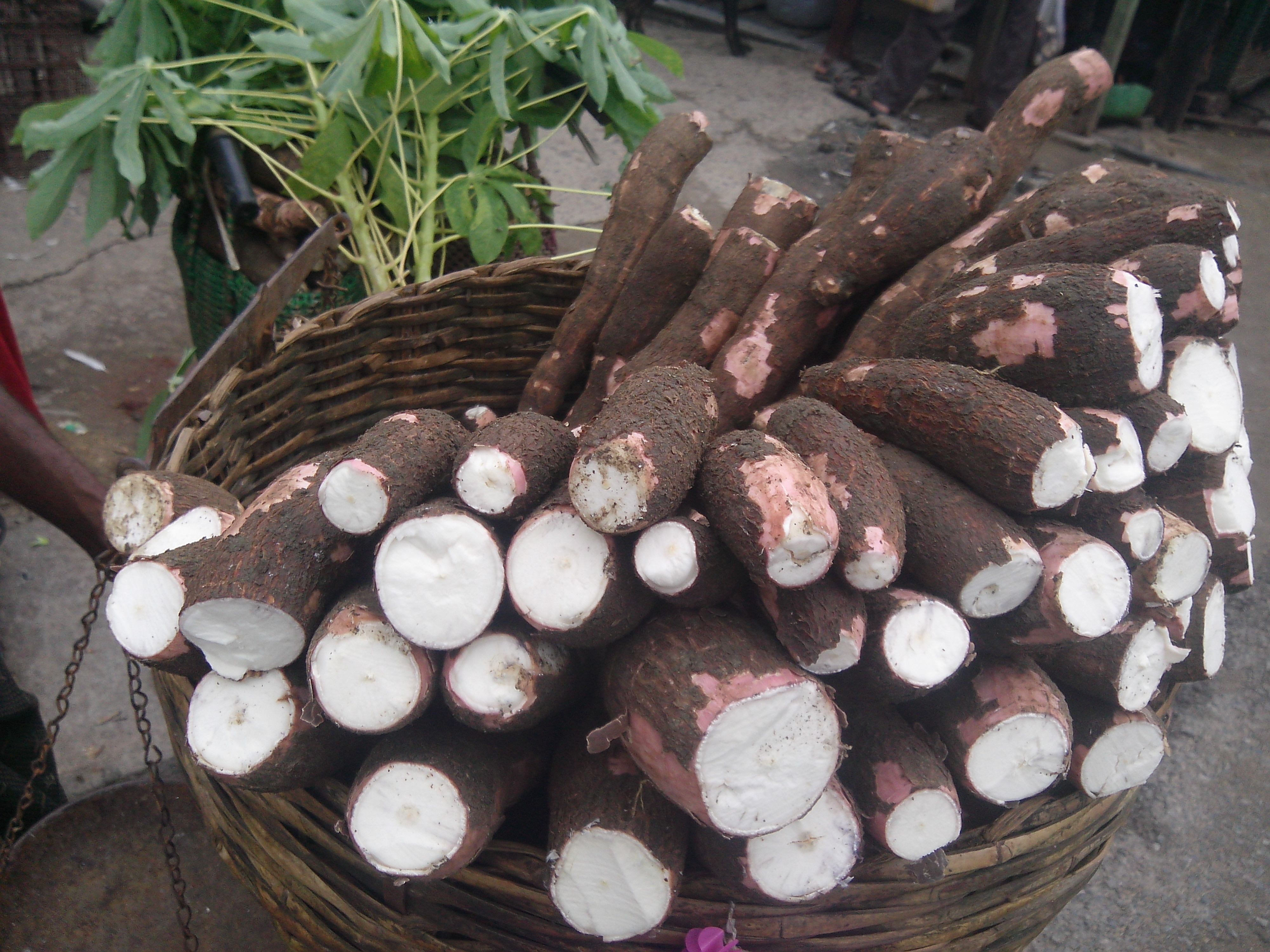
Raizes de mandioca

Bolo de carimã, também conhecido como bolo de mandioca puba é um tipo de bolo típico da culinária brasileira, especialmente no Nordeste do Brasil, no qual o principal ingrediente é a mandioca fermentada e amolecida. Essa massa de mandioca fermentada, chamada de puba ou carimã, é obtida por meio da fermentação de raízes de mandioca descascadas e lavadas que ficam imersas em água por um período de três a quatro dias, novamente lavadas e trituradas para a produção de farinha.
É um prato bastante associado às festas juninas. O diferencial da receita é que não é um bolo de mandioca comum; o processo de fermentação dá sabor e uma consistência especiais ao bolo.